# Neolophonotus isse
Neolophonotus isse là một loài ruồi trong họ Asilidae. Neolophonotus isse được Walker miêu tả năm 1849.